# Charles Gardier
Pour les articles homonymes, voir Gardier.
 (novembre 2019).
Si vous disposez d'ouvrages ou d'articles de référence ou si vous connaissez des sites web de qualité traitant du thème abordé ici, merci de compléter l'article en donnant les références utiles à sa vérifiabilité et en les liant à la section « Notes et références ».
Charles Gardier, né le 22 septembre 1965 est un homme politique belge, membre du Mouvement réformateur (MR). 
Charles Gardier est cofondateur et codirecteur avec Jean Steffens des Francofolies de Spa; membre et ancien président du jury du Festival du court métrage de Namur (F.I.S.).Il a animé une émission axée sur le cinéma sur plusieurs radios et il a créé un ciné-club ainsi qu'un festival de cinéma à Spa.
À la suite des élections du 25 mai 2014, il devient le 18 juin 2014 député du Parlement de la Communauté française de Belgique en suppléance de la députée wallonne Jennifer Baltus-Möres, qui ayant prêté serment en allemand d'abord, devient députée du Parlement de la Communauté germanophone. Il devient le 28 juillet 2017 député wallon en suppléance de Pierre-Yves Jeholet, devenu ministre régional wallon.
Lors des élections du 26 mai 2019, il est réélu député du Parlement de la Communauté française de Belgique en suppléance de la députée wallonne Christine Mauel, qui ayant prêté serment en allemand d'abord, devient députée du Parlement de la Communauté germanophone. Le 18 septembre 2019, il retrouve son siège de député wallon, à nouveau en suppléance de Pierre-Yves Jeholet, devenu Ministre-Président de la Communauté française de Belgique.
Dans son travail parlementaire, Charles Gardier s'est logiquement spécialisé dans les matières liées à la Jeunesse, aux Médias, au Tourisme et surtout à la Culture. Il s'est notamment beaucoup battu pour la création d'un véritable statut de l'artiste en Belgique ainsi que pour l'augmentation des quotas de diffusions d'artistes belges francophones sur les ondes de la Radio-télévision belge de la Communauté française.

## Distinctions
- Officier de l'ordre de Léopold (2024)[8]. Chevalier en 2005.
- Chevalier du Mérite wallon (Ch.M.W.) depuis 2013.

## Carrière politique
- Conseiller communal de Spa depuis 1989, à la suite des élections communales de 1988.
  - Échevin du Thermalisme, de l'Emploi, de la Jeunesse, de la Santé et du Tourisme de 1995 à 2017.
- Député de la Communauté française de Belgique de 2014 à 2019 en suppléance de Jennifer Baltus-Möres, germanophone.
  - Membre titulaire, puis Vice-Président de la commission de l'Enseignement de promotion sociale, de la Jeunesse, des Droits des femmes et de l'Égalité des chances (du 01/12/2014 au 21/09/2017)[9].
  - Président de la commission de la Culture et de l'Enfance (du 05/10/2017 au 25/05/2019)[9].
- Député wallon de 2017 à 2019 en suppléance de Pierre-Yves Jeholet, ministre régional wallon.
- Député de la Communauté française de Belgique depuis 2019 en suppléance de Christine Mauel, germanophone.
  - Membre titulaire de la commission de l'Enfance, de la Santé, de la Culture, des Médias et des Droits des femmes (depuis le 02/10/2019)[9].
- Député wallon depuis 2019 en suppléance de Pierre-Yves Jeholet, Ministre-Président de la Communauté française de Belgique.
  - Président de la Commission des affaires générales et des relations internationales (depuis le 23/09/2019)[10] .
  - Membre effectif de la Commission de la fonction publique, du tourisme et du patrimoine (depuis le 25/09/2019)[10] .